# Confúcio Danton de Paula Avelino
Confúcio Danton de Paula Avelino  foi um militar brasileiro, chefe do Centro de Informações do Exército durante o governo do presidente Ernesto Geisel.
Em 1971 era comandante da Força Pública de São Paulo, durante este tempo acobertou a tortura prolongada e sistemática da neta do marechal Hasckett Hall, de quem fora ajudante de ordens, assegurando que estava sendo bem tratada. Interrogava prisioneiros convalescentes.
General de Brigada, foi nomeado chefe do Centro de Informações do Exército, apesar de detestado por Geisel e por Moraes Rego, devido a um apelo pessoal do general Dale Coutinho, de quem Geisel era amigo pessoal.
Foi exonerado por Geisel, junto com o comandante do II Exército, depois da morte de Manoel Fiel Filho nas dependências do DOI-CODI em São Paulo.
Seu filho, Ricardo de Paula Avelino, foi expulso do Exército e condenado a 24 anos de prisão por homicídio.